# 立浦葉由乃
立浦 葉由乃（たてうら はゆの、1996年12月9日 - ）は、愛知県出身の日本の女子プロゴルファーである。所属、NTP名古屋トヨペット。マネジメントはホリプロ。

## 来歴
父親の薦めで5歳からゴルフを始める。
小学生時代から中学生時代にかけて中部地区のジュニアの大会で複数回優勝している。
アマチュア時代の主な成績として福井工業大学附属福井高等学校在学中の2013年「全日本ヒルズ国際ジュニアゴルフ選手権」（高校生女子の部）優勝、2014年「ボルビック杯日韓国際ジュニアオープン」18歳以下女子の部優勝がある。「全国高等学校ゴルフ選手権大会」では大里桃子を擁した熊本国府に優勝を奪われたが、1学年下の松田鈴英らと団体準優勝に貢献。
前述の「全日本ヒルズ国際ジュニアゴルフ選手権」優勝時に大会MVPを獲得しており、特典としてオーストラリアのHills International Collegeへ特待生として、2年間留学した。
2015年、日本女子プロゴルフ協会（JLPGA）最終プロテストに進出し36位タイで不合格。
2016年、JLPGA最終プロテストに進出し79位で不合格。
2017年、JLPGA最終プロテストに3度目の進出を果たし、松田鈴英、沖せいらと共にトップタイで合格。JLPGA89期生となる。同年ツアー外競技の「LPGA新人戦 加賀電子カップ」で5位となる。
プロテスト合格後は主にJLPGA下部のステップ・アップ・ツアーに参戦している。
2025年4月20日、自身のInstagramにてプロゴルファーの作田大地と結婚し第1子妊娠、妊娠6ヶ月である事を明らかにした。

## 成績
<プロでの主な成績>
- 2017 かねひで美やらびオープン　2位T
- 2017 LPGA新人戦　加賀電子カップ　5位
- 2018 フンドーキンレディース　2位Ｔ
- 2018 中国新聞ちゅーぴーレディースカップ 5位Ｔ
- 2018 日体交流うどん県レディースゴルフトーナメント 8位Ｔ
- 2020 山陽新聞レディースカップ　4位T
- 2020 ダイクレレディースカップ　9位T
- 2020 かねひで美やらびオープン　4位
- 2021 ラシンクニンジニア　RSKレディース　10位T

## テレビ出演
- ゴルフサバイバル - 2018年6月、2019年5月、2020年2月、2021年1月の陣（優勝）、 (BS日テレ)
- 女子ゴルフペアマッチ選手権 - 立浦琴奈とのペアでシーズン2に出場 (BS朝日)
- TOKYO FM「アース製薬Dream Shot〜輝けゴルファー」-2018年2月
- ゴルフ真剣勝負the Match- 2018年3月
- 田中秀道のビッグステップゴルフ- 2018年3月
- 原田伸郎のめざせパーゴルフ-2018年
- ゴルフロード- 2019年4月
- ゴルフの花道-2019年3月、2021年1月、
- ゴルフの翼NEXT-2020年4月
- ゴルフざんまい- 2021年10月
- みんなでBINGOLF- 2021年4月
- 女子ゴルフペアマッチ選手権-2022年4月
- ゴルフにカタナシ-2022年4月
- ゴルフジョーカー　2023年7月8月
- 原田伸郎のめざせパーゴルフ　2024年3月
- 女子ゴルフペアマッチ選手権−立浦琴奈とシーズン16に出演
- 里崎智也のゴルフ直球勝負　2025年3月
- ゴルフ場探訪 (ラグビー元日本代表大畑大介と出演)　2025年6月
- ゴルフONE 2025年6月